# Clement Juglar
Joseph Clément Juglar (ur. 15 października 1819 w Paryżu, zm. 28 lutego 1905 tamże) – francuski lekarz i ekonomista będący jednym z pierwszych teoretyków cykli koniunkturalnych, którzy analizowali je na podstawie analizy szeregów czasowych.

## Życiorys
Urodził się jako czwarty syn paryskiego lekarza. W 1846 roku obronił swoją pracę dyplomową dotyczącą chorób płuc, uzyskując tym samym tytuł doktora medycyny. Mimo ukończenia studiów medycznych, zaciekawiony burzliwą sytuacją ekonomiczną mającą miejsce w 1848 roku, postanowił jednak zająć się zagadnieniami ekonomicznymi. Od roku 1851 rozpoczął pracę dla gazety Journal des Économistes.
W gazecie tej opublikował w 1856 roku swój esej – Des crises commerciales – w którym to dokonał pełnej analizy cyklu koniunkturalnego na podstawie dostępnych mu danych zaczerpniętych z szeregów czasowych. W 1860 roku zaprezentował swoje studium na ten temat przed Francuską Akademią Nauk, która doceniła jego pracę i opublikowała ją w 1862 roku jako Des Crises commerciales et leur retour periodique en France, en Angleterre et aux États-Unis.
Kilka lat później, Joseph Schumpeter nazwał cykl związany ze zmianami wydatków inwestycyjnych (trwający od 8 do 11 lat) jego nazwiskiem (cykl Juglara). Clément zaś spędził resztę swojej kariery na rozwijaniu koncepcji, według której podstawowym wskaźnikiem fazy cyklu były rezerwy złota ulokowane w bankach.